# Arkadiusz Skrzypaszek
Arkadiusz Skrzypaszek, född den 20 april 1968 i Oświęcim, är en polsk idrottsman inom modern femkamp. Han har vunnit två OS-medaljer, båda vid Olympiska sommarspelen 1992 i Barcelona. Han vann där både den individuella tävlingen och lagtävlingen.